# Jadranka Cergol
Jadranka Cergol Gabrovec, slovenska klasična filologinja, * 15. oktober 1978, Trst, Italija.

## Življenje
Prof. Jadranka Cergol Gabrovec je maturirala na Klasičnem liceju France Prešeren v Trstu leta 1996, leta 2002 pa je diplomirala na tržaški Filozofski fakulteti z diplomsko nalogo Elementi grško-rimskega sveta v delih Alojza Rebule. Diplomska naloga ji je prinesla drugo nagrado na natečaju za diplomska, magistrska in doktorska dela, ki ga prireja Ministrstvo za zunanje zadeve Republike Slovenije - Urad za Slovence po svetu.
Trenutno je asistentka klasične filologije na koprski univerzi in obiskuje podiplomski študij rimske književnosti na Filozofski fakulteti v Ljubljani.
Dejavna je na literarnem področju s publikacijami, članki in recenzijami v zamejskih revijah Novi glas, Primorski dnevnik in Rast (priloga Mladike). Je usposobljena voditeljica pri Slovenski Zamejski Skavtski Organizaciji in urednica skavtskega glasila Jambor.

## Družina
Cergol Gabrovčeva je hči Majde Cibic, vnukinja pokojnega Milka Cibica, ter sestra Iztoka Cergola.